# Heinrich VII của Thánh chế La Mã
Heinrich VIII (Tiếng Latin thông tục: Arrigo; c. 1273 – 24 tháng 8 năm 1313), là Bá tước Luxembourg, Vua của Đức (Vua La Mã Đức) từ năm 1308 và Hoàng đế La Mã Thần thánh từ năm 1312. Ông là hoàng đế đầu tiên của Nhà Luxembourg.